# 希死念慮
希死念慮（きしねんりょ、英語: Suicidal ideation）または自殺念慮（じさつねんりょ）は、自らの命を絶つことについての考えや反芻のこと。これは診断名ではないが、一部の精神障害の症状であり、精神障害がなくとも辛い出来事や有害事象に反応して発生することがある。

## 概要
希死念慮は、生きたくないと考えたり、死ぬことを想像したりすることである。自殺念慮はより積極的なものを指し、自殺の準備や計画の策定が含まれる。本項では便宜上、希死念慮を自殺念慮も含む語とする。
希死念慮を持っているほとんどの人は自殺企図に至らないが、希死念慮は自殺のリスクファクターと考えられている。2008年から2009年にかけて、アメリカでは18歳以上の成人のうち推定830万人が前年に自殺を考え、推定220万人が前年に自殺計画を立てたと報告されている。2019年には、アメリカの成人1,200万人が真剣に自殺を考え、350万人が自殺を計画し、140万人が自殺を試み、47,500人以上が自殺で死亡した。希死念慮は、10代の若者でよく見られる。
希死念慮は、うつ病やその他の気分障害とも関連している。ただし、他の多くの精神障害、ライフイベント、家族の出来事が希死念慮のリスクを高める可能性がある。メンタルヘルスの研究者は、自殺行為や希死念慮に関連する問題を繰り返すリスクがあるため、医療制度は診断に関係なく希死念慮のある個人に治療を提供する必要があると指摘している。希死念慮には、さまざまな治療の選択肢がある。

## 定義
ICD-11では、希死念慮を「自身の人生を終わらせる可能性についての考え、アイデア、反芻。死んだほうがましだという考えから綿密な計画の策定まで及ぶ」と説明している。
DSM-5では、「自傷行為について考え、自身を死に至らしめる可能性のある手法を意図的に検討または計画すること」と定義している。
アメリカ疾病予防管理センターは、希死念慮を「自殺について考え、検討、または計画すること」と定義している。

## 用語
希死念慮の既往がない人が必然的に自身の死につながる行為を行おうとする考えが突然明白に現れるようなことを、侵入思考と呼ぶ。一般的に経験される例としては、ボイドの呼び声とも呼ばれる高所などで発生する現象がある。

## リスクファクター
希死念慮のリスクファクターは、大きく分けて精神障害、ライフイベント、家族の3つがある。

### 精神障害
希死念慮は、多くの精神障害の症状であり、精神障害がなくとも、辛い出来事に反応して起こることがある。
希死念慮を併発するように見える、あるいは希死念慮のリスクを大幅に増加させると思われる精神障害がいくつかある。例えば、境界性パーソナリティ障害の患者の多くは自殺関連行動や希死念慮を繰り返す。ある研究によると、境界性パーソナリティ障害の患者の73%が自殺を試みており、患者は平均して3.4回自殺を試みている。以下のリストには、希死念慮の強い予測因子であることが示されている障害が含まれている。なお、希死念慮のリスクを高める障害はこれら以外にもある。リスクが高まる障害には、以下のものがある。
- 不安障害
- 自閉症スペクトラム障害 (ASD)[22]
- 大うつ病性障害[23]:162
- 気分変調症
- 双極性障害
- 注意欠陥・多動性障害 (ADHD)
- 月経前不快気分障害 (PMDD)
- 心的外傷後ストレス障害 (PTSD)と複雑性PTSD (C-PTSD)[23]:278
- パーソナリティ障害
- 精神病（現実逃避）
- 偏執病
- 統合失調症[23]:104
- 物質使用障害[24][25]、吸入剤使用障害[23]:538
- 身体醜形障害[23]:245
- 悪夢障害[23]:405
- 性別違和[23]:454
- 素行障害[23]:473
- 限局性学習症[23]:70

### 薬の副作用
抗うつ薬は、中等度から重度のうつ病の症状を軽減するために一般的に使用されており、いくつかの研究では、希死念慮および自殺傾向と抗うつ薬の服用との関係が示され、一部の患者では希死念慮のリスクが増加する。
選択的セロトニン再取り込み阻害薬 (SSRI) などの一部の薬は、副作用として希死念慮が生じることがある。さらに、これらの薬物の意図された効果自体が、それ自体が個人のリスクと自殺関連行動の集団的割合の増加という意図しない結果をもたらす可能性がある。薬を服用している人々のうち、一部は自殺をしたい、あるいは自殺の結果を望むほど気分が悪いが、気力や意欲の欠如といったうつ病に起因する症状によって、自殺の試みが妨げられている。これらの人々のさらに一部は、薬物療法が主要な心理的症状である抑うつ症状が緩和されるより先に、あるいは低用量で、生理的症状（気力の欠如など）や二次的な心理的症状（意欲の欠如など）が緩和される場合がある。この群では、自殺行為を妨げる主要な障害が取り除かれても、自殺願望やその影響が持続し、自殺や自殺未遂の発生率が増加するという結果をもたらす。
2003年、アメリカ食品医薬品局 (FDA) は、すべての抗うつ薬（三環系抗うつ薬 [TCA] とモノアミン酸化酵素阻害薬を含む）の製造業者に対して、希死念慮と自殺関連行動との関連性を理由に、最も厳しい警告を発した。さらなる研究では警告に同意せず、特に成人に処方された場合には、薬物と希死念慮の関連性について決定的でないと主張している。
薬物やアルコールで自己治療している不安障害のある人も、希死念慮の可能性が高くなることがある。

### ライフイベント
ライフイベントは、希死念慮のリスクを増加させる強力な予測因子である。さらに、ライフイベントは、前述の精神障害につながるか併存する可能性があり、それらによって希死念慮を予測することもできる。大人と子供が直面するライフイベントは異なることがあるため、リスクを高めるイベントのリストも大人と子供で異なる可能性がある。リスクを著しく増加させることが示されているライフイベントには以下のものがある。
- アルコール使用障害
  - 社交的な飲酒ではなく、暴飲する人は、希死念慮の割合が高い傾向にあることが研究で示されている[33]
  - ある研究では、希死念慮を抱く人はアルコール消費量が多いと関連付けられている[34]
  - いくつかの研究では、独りでの暴飲が希死念慮を増加させる可能性があることを示しているだけでなく、より強い希死念慮を持っている人が孤独な環境で1日により多くの飲酒をするという正のフィードバック関係がある[33]
- マイノリティのジェンダー表現やセクシュアリティ[35]
- 失業[34]
- 慢性的な病気や痛み[36]
- 家族や友人の死
- 関係の終わりや恋愛相手に振られる
- 生活水準の大幅な変化（海外転勤など）
- 他の研究では、タバコの使用がうつ病や希死念慮と相関していることがわかっている[37]
- 予定外の妊娠
- ネットいじめ[38][39]や職場いじめ[40]を含むいじめ
- 過去の自殺未遂
  - 自殺未遂の経験は、将来の希死念慮や自殺企図の強い指標の一つである[33]
- 軍隊経験
  - PTSD、うつ病、アルコール使用障害、全般性不安障害の症状を示す軍人は、より高いレベルの希死念慮を示す[41]
- コミュニティの暴力[42]
- 体重の望ましくない変化[43]
  - 女性では、BMIの増加により希死念慮の可能性を高める
  - 男性では、BMIの大幅な低下により希死念慮の可能性を高める
    - 一般に、肥満の人は平均体重の人に比べ希死念慮の可能性が高くなる
- 自殺関連の画像や言葉への露出や注意[44]

### 家族
- うつ病の既往歴がある両親
  - Valensteinらは、過去にうつ病を患った両親を持つ、340人の成人の子孫を調査した。その結果、子孫の7%が前月に希死念慮を持っていたことがわかった[45]
- 虐待[42]
  - 幼年期: 身体的、精神的、性的虐待[46]
  - 青年期: 身体的、精神的、性的虐待
- 家庭内暴力
- 幼少期の居住不安定
  - ある研究では、希死念慮を抱く人を家庭崩壊と関連付けている[34]

### 両親や友人との関係
サンディエゴ州立大学のRuth X. Liuが実施した研究によると、青年期の初期、中期、後期における青年期の親子関係と、希死念慮の可能性との間に有意な関連性が見出された。この研究は、母と娘、父と息子、母と息子、父と娘の関係を測定することにより構成された。青年期の初期および中期における父親と息子の関係は、希死念慮と逆相関を示した。一方で、青年期後期の父親との親密さは、希死念慮と優位に関連している。Liuは、異性の親との親密さと子供の希死念慮のリスクとの関係性を説明した。男児は、青年期の初期から後期にかけて母親と親密な場合、希死念慮から守られ、女児は、青年期中期に父親と親密な方が希死念慮から守られることがわかった。
2010年に発表されたZappullaとPaceの論文によると、青年期の男性の希死念慮は、子供がすでにうつ病になっている場合に、親から離れると悪化することがわかった。青年期の非臨床集団における希死念慮の生涯有病率の推定値は一般に60%から75%の範囲であり、多くの場合、その重症度が自殺のリスクを高める。

## 予防

全米自殺予防ライフラインなどの危機ホットラインにより、人々は緊急の電話カウンセリングを受けることができる

兆候や症状、危険因子が早期に発見されれば、個人は自殺を試みる前に治療と助けを求める可能性がある。自殺した個人を対象とした研究では、その91%が1つ以上の精神疾患を持っていた可能性がある。しかし、その中で精神疾患の治療を受けているか、受けていた人は35%だけだった。これは、早期発見の重要性を強調している。早期に精神疾患を発見できれば、治療やコントロールを行って自殺企図を防ぐことができる。別の研究では、青年期における希死念慮を厳密に調査した。この研究では、中学3年生という青年期の早い段階におけるうつ症状が希死念慮の予測因子であることがわかった。
前述の研究は、メンタルヘルスの専門家が個人に治療を求めて継続する動機を与えることの難しさを指摘している。治療を受ける人の数を増やす方法としては、以下のようなものがある。
- 初期段階での治療の可能性を高める
- 精神医学の助けが有益な場合についての知識を一般の人々に広める
  - 生活環境が悪い人は、精神疾患を持つ人と同程度の自殺リスクがある[49]

オーストラリアの研究者による研究では、10代における希死念慮の早期発見について、「自殺に関連するリスクは、行動の根底にある病因に注意を向ける前に、安全を確保するため、自傷的な認知を減少させることに直ちに焦点を当てる必要がある」と述べている。K10と呼ばれる心理的苦痛の尺度を、無作為抽出された個人に毎月実施した。その結果、心理的苦痛は参加者の9.9%、希死念慮は参加者の5.1%で報告された。K10のスコアにおいて非常に高いカテゴリーだった参加者は、低いカテゴリーの参加者と比べ希死念慮を報告する可能性が77倍だった。
フィンランドで行われた1年間の調査では、後に自殺した患者の41%が医療専門家を受診し、そのほとんどは精神科医の診察を受けていた。その中で、最後の診察時に自殺の意思を相談したのはわずか22%だった。多くのケースで、診察は自殺から1週間以内に行われ、自殺者の多くはうつ病と診断されていた。
希死念慮や自殺と闘うための援助を受けることができるセンターは多くある。Hemelrijkらは2012年、電話での会話などのより直接的な方法よりも、インターネットを介した支援の方が、より大きな効果があるという証拠を発見した。2021年の調査研究で、Nguyenらは、希死念慮は一種の病気であるという前提が、希死念慮に対処する際の障害になっているのではないかと提唱している。彼らは、ベイズ統計学的調査をマインドスポンジ理論と組み合わせて行い、精神障害が非常に小さな役割を果たしたプロセスを探ったところ、希死念慮が生死を考慮した一種の費用便益分析であることが多く、こうした人々を「患者」とは呼べないかもしれないと結論付けている。

## アセスメント
アセスメントは、臨床面接、健康診断と生理計測、標準化された心理検査と調査、構造化された診断面接、記録検証、傍証面接など、複数の情報源からの情報を統合することにより、個人を理解しようとするものである。

### 面接
心理学者、精神科医、およびその他のメンタルヘルスの専門家は、臨床面接を実施して、病気の兆候や症状を含む患者またはクライアントの抱える問題の性質を確認する。臨床面接は非構造化面接であり、各臨床医が事前定義された形式に必ずしも従うことなく、質問に対する特定のアプローチを開発する。構造化（または半構造化）面接では、質問やその順序、患者の回答が明確または具体的でない場合の「掘り下げ」（問い）、および症状の頻度と強度を評価する方法が規定される。

### 標準化された心理測定
- 希死念慮のベック尺度
- 看護師による自殺リスクの世界的評価
- 自殺に関する感情・行動・認知スケール (SABCS)[56]
- コロンビア自殺重症度評価尺度

## 治療
希死念慮の治療は、いくつかの薬物療法が実際に患者の希死念慮の増加または原因と関連しているという事実により、問題となる可能性がある。そのため、希死念慮の治療には、心理療法、入院、外来治療、投薬などの代替手段がよく用いられる。

### 心理療法
心理療法では、自殺願望を抱く原因を探り、感情をより効果的に管理するためのスキルを身につける。

### 入院
入院により、患者を安全で監視された環境に置くことで、希死念慮が自殺企図に発展するのを防ぐことができる。ほとんどの場合、個人は自分に適した治療法を自由に選択できる。しかし、以下のような個人が不本意に入院させられる状況もいくつかある。
- 本人または他人に危険を及ぼす場合
- 個人が自身の面倒を見ることができない場合

個人が以下に該当している場合、入院も治療の選択肢となることがある。
- 致死手段を利用できる（銃器や薬の貯蔵など）
- ソーシャルサポートや監督をする人がいない
- 自殺を計画している
- 精神的障害の症状がある（精神病、躁病など）

### 外来治療
外来治療により、個人は居住地にとどまり、必要なとき、または予定に基づいて治療を受けることができる。一部の患者は、家にいることで、私物へのアクセスや自由な行き来が可能になるため、生活の質が向上する可能性がある。外来治療に伴う自由を患者に与える前に、医師は患者のソーシャルサポートのレベル、衝動の制御、判断の質などいくつかの要素を評価する。患者が評価に合格した後、医師と患者の家族による、「傷つけない誓約」への同意を求められることがよくある。誓約の中で、患者は、自傷行為をしないこと、医師の診察を継続すること、必要に応じて医師に連絡することに同意する。「傷つけない」誓約が有効かどうかについては、いくらかの議論がある。これらの患者は、誓約を維持し、危険な活動（飲酒、高速運転、シートベルトを着用しないなど）を回避していることを定期的にチェックされる。

### 投薬
希死念慮を治療するために薬を処方するのは難しい場合がある。この理由の一つとして、多くの薬が患者の気分を上げる前にエネルギーレベルを上げてしまうことがある。これにより、自殺企図を実行するリスクが高くなる。さらに、併存する精神的障害がある場合、精神的障害と希死念慮の両方に対処する薬を見つけるのは難しい可能性がある。
抗うつ薬が有効な場合がある。多くの場合、TCAは過剰摂取でより大きな害を及ぼすため、代わりにSSRIが使用される。
抗うつ薬は、希死念慮の治療に非常に有効な手段であることが示されている。ある相関研究では、特定の郡における自殺による死亡率とSSRI抗うつ薬の使用状況を比較した。それによると、SSRIの使用率が高い郡では、自殺による死亡者数が有意に少なかった。さらに、実験的研究では、うつ病の患者を1年間追跡した。その年の最初の6ヶ月間、患者は希死念慮を含む自殺関連行動について調べられた。観察期間の次の6ヶ月間、患者は抗うつ薬を処方された。その結果、6ヶ月の投薬治療期間中に、実験者は希死念慮が患者のうち47%から14%に減少したことを発見した。したがって、現在の研究からは、抗うつ薬は希死念慮の減少に対して有意な効果があるようである。
研究の多くは希死念慮の抗うつ薬による治療を支持しているが、抗うつ薬が希死念慮の原因だと主張されているケースもある。多くの臨床医は、抗うつ薬の使用を開始すると、治療に伴って希死念慮が突然始まる場合があることを指摘する。このため、アメリカ食品医薬品局 (FDA) は、抗うつ薬の使用が実際に希死念慮を増加させることがあるという警告を発した。医学研究では、抗うつ薬が希死念慮の治療に役立ち、特に心理療法との相性が良いことがわかっている。リチウム塩は、気分障害がある人の自殺のリスクを減らす。統合失調症患者におけるクロザピンの投与が自殺のリスクを低下させるという暫定的な証拠がある。